# David Rimmer

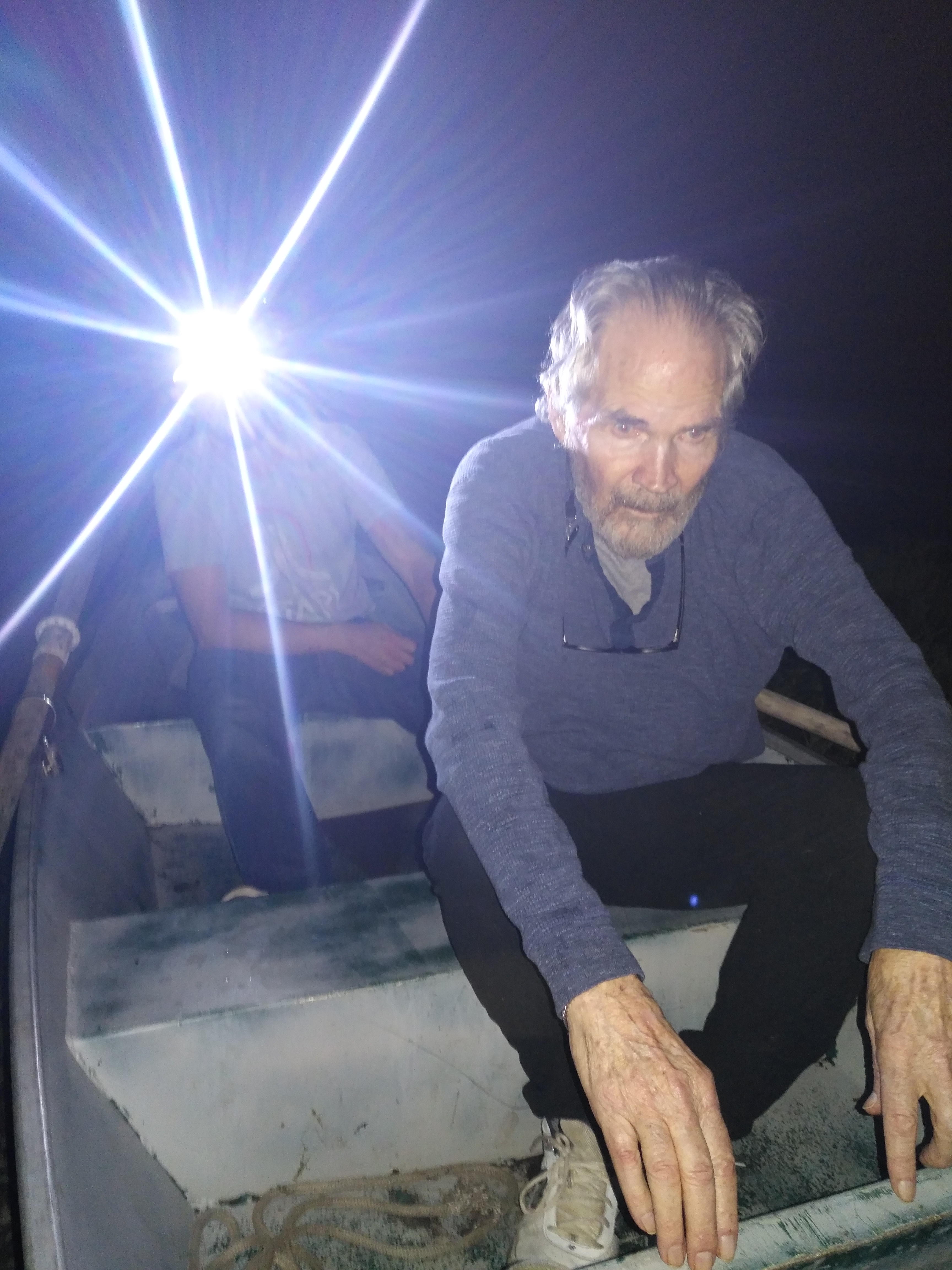
David Rimmer (2017)

 David Rimmer  (* 20. Januar 1942 in Vancouver, British Columbia; † 27. Januar 2023) war ein kanadischer avantgardistischer Filmregisseur, Experimental-Filmemacher und Fotograf.

## Leben und Werk
David Rimmer studierte bis 1963 Mathematik und Ökonomie an der University of British Columbia. Von 1963 bis 1965 unternahm er Weltreisen und beschloss, vorerst noch kein ernsthafter Arbeitnehmer zu sein.
Von 1965 bis 1966 kehrte er nach Vancouver zurück und studierte ein Jahr Englisch an der University of British Columbia. Im Jahr 1967 begann er ein Master’s program in Englisch an der Simon Fraser University. Er besuchte ein Seminar „Filmemachen“ bei Stan Fox, einem Produzenten von CBC. Mit Unterstützung seines Dozenten dreht er seinen ersten Film Knowplace, welcher von CBC/Radio-Canada produziert wurde. Er entschloss sich die Universität abzubrechen und Filmemacher zu werden.
Im Jahr 1968 drehte er seinen ersten Independent Film, Square Inch Field, welcher auf dem Yale Film Festival und dem St. Lawrence Film Festival Preise gewann. Er arbeitete auch einige Zeit mit Michael Snow zusammen.
Von 1970 bis 1972 lebte er in New York City. Er kehrte danach nach Vancouver zurück und bereiste 1973 die Niederlande, Deutschland, Italien und Großbritannien.
David Rimmer war mit einigen Filmen als Teilnehmer der Documenta 5 in Kassel im Jahr 1972 in der Abteilung Filmschau: New American Cinema vertreten.
Unter den kanadischen experimentellen Filmemachern gilt Rimmer als ein beispielhafter Handwerker – sein Werk ist konsequent subtil und komplex, und oft sehr schlau.
Von 1974 bis 1979 unterrichtete er Filmemachen an der University of British Columbia und seit 1979 an der Simon Fraser University.
Rimmer starb kurz nach seinem 81. Geburtstag Ende Januar 2023.

## Filmographie
(Auswahl)
- 1967: Knowplace
- 1968: Square Inch Field
- 1970: Forest Industry
- 1970: Surfacing on the Thames
- 1970: The Dance
- 1970: Variations on a Cellophane Wrapper
- 1971: Real Italian Pizza
- 1973: Watching for the Queen
- 1982: Shades of Red
- 1984: Bricolage
- 1986: As Seen on TV
- 1986: Along the Road to Altamira
- 1989: Black Cat/White Cat. It's a Good Cat If It Catches the Mouse. Deng Xiaopeng (TV)
- 1991: Beaurborg Boogie Woogie (TV)
- 1992: Local Knowledge
- 1994: Tiger
- 1994: Pod Jaszczurami
- 1998: Language of the Brush (TV)
- 2004: Padayatra